# China Resources Headquarters
China Resources Headquarters est un gratte-ciel situé dans la ville de Shenzhen en Chine. Les travaux ont débuté en 2014 et s'achevèrent en 2018. L'immeuble mesure 392.5 mètres de hauteur. 